# تاتیانا شلاکانوا
تاتیانا شلاکانوا (روسی: Татья́на Щелка́нова؛ ۱۸ april ۱۹۳۷ – ۲۴ نوامبر ۲۰۱۱) ورزشکار دو و میدانی اهل روسیه بود.
وی در مسابقات کشوری و بین‌المللی در مجموع برندهٔ ۷ مدال طلا، ۱ مدال نقره، ۱ مدال برنز شده‌است.